# Édouard Lartet
Edouard Armand Isidore Hippolyte Lartet (Castelnau-Barbarens, 15 de abril de 1801 – Seissan, 28 de janeiro de 1871) foi um geólogo e paleontólogo francês. 
Lartet foi pioneiro na arqueologia do Paleolítico e ainda hoje ele é considerado um dos pais fundadores da pré-história.

## Biografia
Lartet nasceu em uma vila perto de Castelnau-Barbarens, em 1801, onde sua família e seus ancestrais viveram por mais de quinhentos anos. Estudou em Auch e Toulouse, chegando a se formar em direito, mas por ter meios para se sustentar, ele acabou se dedicando à ciência. O trabalho de Georges Cuvier com fósseis de mamíferos o encorajou a começar a escavar em 1834, o que o levou à sua primeira descoberta nos arredores de Auch. Pelos próximos quinze anos, ele explorou e escavou a região dos Pirenéus, onde descobriu um ancestral hominíneo em Sansan.
Em 1860, ele ouviu falar da descoberta de ossos humanos na caverna de Aurignac e, inspirado pelo trabalho de William Pengelly, ele se voltou para os sistemas de cavernas da Dordonha. Sua primeira publicação sobre o assunto se chamava The Antiquity of Man in Western Europe (1860) e foi seguida do artigo New Researches on the Coexistence of Man and of the Great Fossil Mammifers characteristic of the Last Geological Period. Neste último ele revelava os resultados de suas descobertas na caverna de Aurignac, demonstrando a existência de hominíneos e mamíferos extintos.
Embora esses primeiros resultados tenham sido recebidos com certa incredulidade, um colega geólogo indicou Lartet para trabalhar no vale de Vézère no distrito de Périgord, onde em 1863 ele começou a escavar com apoio financeiro e pessoal de Henry Christy.
O trabalho conjunto imediatamente abriu novos horizontes e estabeleceu uma tipologia estratificada básica do ser humano paleolítico que ainda está em uso hoje. As importantes descobertas em Abri de la Madeleine e Le Moustier forneceu locais-tipo para culturas arcaicas da idade da pedra, que derivada da fauna associada, fez Lartet ligar os locais a uma fase inicial de 'mamute' e uma fase tardia de 'rena'.
Lartet e Christy também estabeleceram e documentaram a presença de arte mobiliária nas primeiras camadas estratificadas, transformando ainda mais a percepção comum e profissional do ser humano primitivo. Essa arte 'caseira', envolvendo padrões ósseos e esculturas, estava associada às culturas Aurignaciana e Magdaleniana.
A descrição de suas pesquisas foi apresentada em um artigo descritivo das cavernas de Dordonha publicado na Revue archéologique (1864). Sob o título de Reliquiae Aquitanicae, a primeira parte foi publicada em 1865. Christy infelizmente morreu antes da conclusão do artigo, mas Lartet continuou até uma piora em sua saúde em 1870 interromper seus trabalhos. Muitos os artefatos de suas escavações são agora mantidos no museu local em Toulouse, bem como no British Museum em Londres.
Em 1857, Lartet foi eleito membro estrangeiro da Sociedade Geológica de Londres e semanas antes de sua morte, tornou-se professor de paleontologia do Museu Nacional de História Natural. Em 1838 ele foi eleito cavaleiro da Ordem Nacional da Legião de Honra e a oficial em 1867.
Lartet morreu em 28 de janeiro de 1871, em Seissan, aos 69 anos.